# UFC Fight Night: Imavov vs. Borralho
UFC Fight Night: Imavov vs. Borralho (também conhecido como UFC Fight Night 258 e UFC on ESPN+ 116) é um futuro evento de artes marciais mistas produzido pelo Ultimate Fighting Championship que está programado para acontecer em 6 de setembro de 2025, na Accor Arena em Paris, França.

## Contexto
O evento marcará a quarta visita anual consecutiva da promoção a Paris e a primeira desde o UFC Fight Night: Moicano vs. Saint Denis em setembro de 2024.
Uma luta no peso-médio entre Nassourdine Imavov e Caio Borralho está agendada para ser a luta principal do evento.

## Lutas anunciadas
- Peso Meio-Pesado: Brendson Ribeiro vs. Oumar Sy[5]
- Peso Pena: Robert Ruchała vs. William Gomis[6]
- Peso Meio-Médio: Sam Patterson vs. Trey Waters[7]